# Alphina fryi
Alphina fryi är en insektsart som beskrevs av William Lucas Distant 1906. Alphina fryi ingår i släktet Alphina och familjen lyktstritar. Inga underarter finns listade i Catalogue of Life.